# 小行星7427
小行星7427（英語：7427）是一颗围绕太阳公转的小行星。1992年11月2日，川里信弘在上野原市发现了此天体。
这颗小行星的绝对星等为272.202290955189等。